# قارچ خم‌شو
قارچ خم‌شو (نام علمی: Lentinus) نام یک سرده از تیره پلیپوراسئا است.